# Guillaume Farel

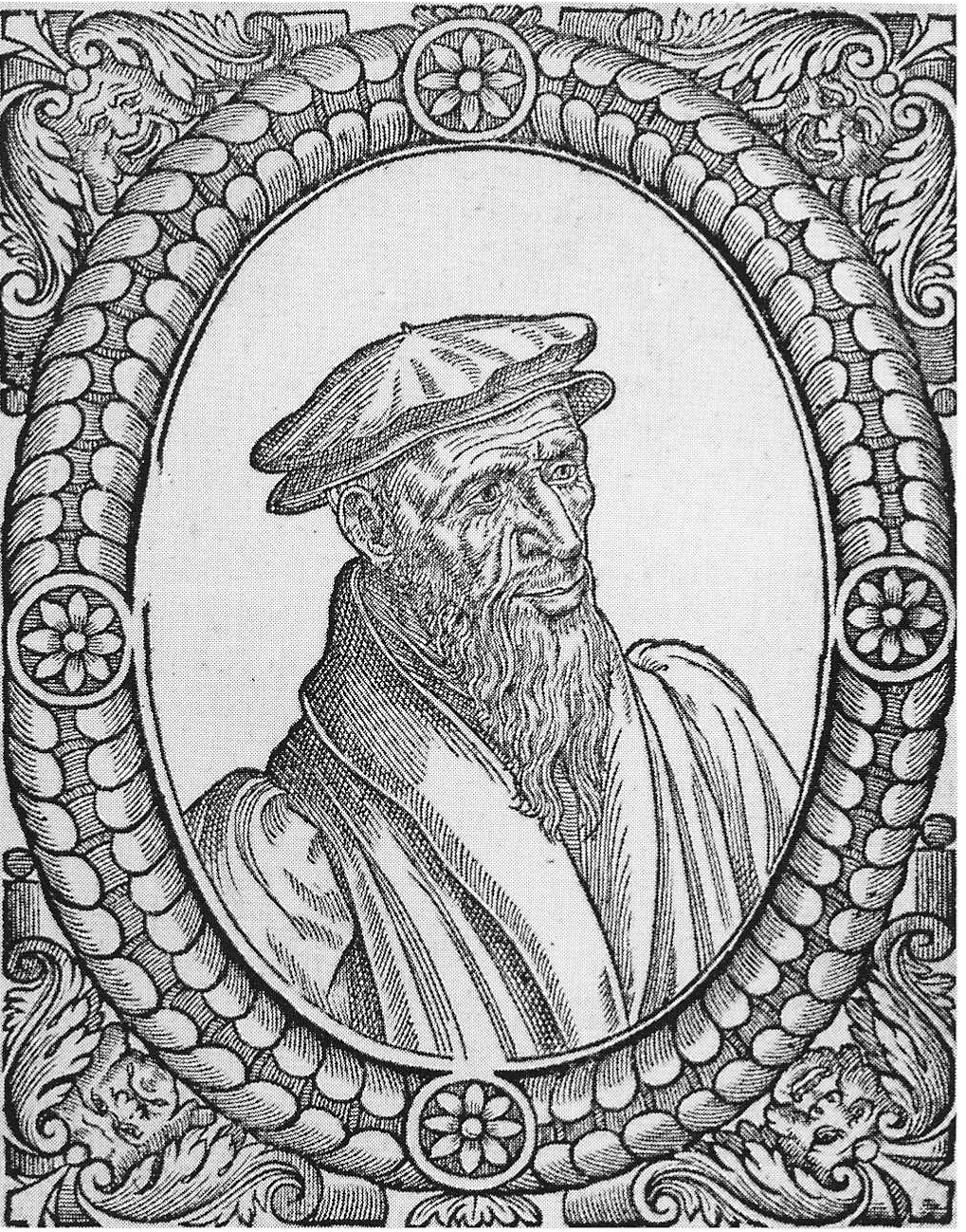
Guillaume Farel.

Guillaume Farel (Gap, Delfinado, Francia, 1489-Neuchâtel, Suiza, 1565) fue un reformador y predicador francés, que desempeñó un importante papel en la introducción de la Reforma en Suiza.
Nació en una familia aristocrática en la región francesa del Delfinado. Mientras estudiaba en la Universidad de París se hizo alumno del erudito humanista y reformador moderado católico Jacques Lefèvre d'Étaples. Hacia el año 1520, Guillaume Farel ya había adoptado las ideas protestantes, y en 1523 fue expulsado de Francia por difundirlas. Se trasladó a Basilea, aunque sus enérgicos ataques al catolicismo le llevaron muy pronto al destierro. Continuó difundiendo las ideas de la Reforma, sobre todo entre los francohablantes suizos y se hizo famoso por su valor y elocuencia.
En 1532 se trasladó a Ginebra, donde su predicación y debates públicos ayudaron al triunfo del protestantismo, que el ayuntamiento de la ciudad adoptaría de manera formal en 1535. En 1536 Guillaume Farel persuadió al teólogo y reformador francés Juan Calvino para que le ayudara en la difusión de la Reforma y en la normalización de las prácticas eclesiásticas. Hubo resistencia contra sus severas medidas iniciales y los dos reformadores tuvieron que abandonar Ginebra en 1538. Farel se instaló en Neuchâtel, pero convenció a los ginebrinos para que permitieran el regreso de Calvino en 1541, y se convirtió en uno de sus más estrechos consejeros.